# Engel Alex
Engel Alex (Miskolc, 1992. augusztus 11. –) magyar ballábas labdarúgó hátvéd, jelenleg a Debreceni VSC játékosa.

## Pályafutása

### Debreceni VSC
Fiatalon Debrecenbe költözött családjával, hogy a labdarúgó karrierjét egyengessék. 20 évesen már a Debreceni VSC első keretével kezdte meg felkészülését a 2013-as tavaszi szezonra.

### Vasas
2013. június 15-én egy évre kölcsönben a Vasas együtteséhez érkezett.

## Pályafutása statisztikái
| Klub             | Szezon           | NB I | NB I | NB II | NB II | Magyar Kupa | Magyar Kupa | Szuperkupa | Szuperkupa | Ligakupa | Ligakupa | Bajnokok-ligája | Bajnokok-ligája | Európa-liga | Európa-liga | Összesen | Összesen |
| Klub             | Szezon           | Mérk | Gól  | Mérk  | Gól   | Mérk        | Gól         | Mérk       | Gól        | Mérk     | Gól      | Mérk            | Gól             | Mérk        | Gól         | Mérk     | Gól      |
| ---------------- | ---------------- | ---- | ---- | ----- | ----- | ----------- | ----------- | ---------- | ---------- | -------- | -------- | --------------- | --------------- | ----------- | ----------- | -------- | -------- |
| DVSC–DEAC        | 2012–13          | –    | –    | 24    | 1     | 3           | 0           | –          | –          | 2        | 0        | –               | –               | –           | –           | 29       | 1        |
| DVSC–DEAC        | Összesen         | –    | –    | 24    | 1     | 3           | 0           | –          | –          | 2        | 0        | –               | –               | –           | –           | 29       | 1        |
| Vasas            | 2013–14          | –    | –    | 18    | 2     | 1           | 1           | –          | –          | 5        | 0        | –               | –               | –           | –           | 24       | 2        |
| Vasas            | Összesen         | –    | –    | 18    | 2     | 1           | 1           | –          | –          | 5        | 0        | –               | –               | –           | –           | 24       | 3        |
| Karrier összesen | Karrier összesen | –    | –    | 42    | 3     | 4           | 1           | –          | –          | 7        | 0        | –               | –               | –           | –           | 53       | 4        |

(A statisztikák 2014. június 1-je szerintiek.)